# Aedes portoricensis
Aedes portoricensis é um espécie de mosquito do Género Aedes, pertencente à família Culicidae.